# غيرنزي
جزيرة تقع في القنال الإنجليزي شمال غرب أوروبا، تبعد عن 121 كم جنوب إنجلترا و48 كم شمال سواحل فرنسا. تضم الجزيرة تحت حكمها بعض من الجزر الصغيرة والجزر الصخرية غير المأهولة بالسكان، وهذه الجزر مع جزيرة جيرزي وجزرها تعرف بجزر القنال جزيرة جيرنزي ليست جزء من المملكة المتحدة لكنها تتبع التاج البريطاني، وهي تتمتع بشكل من الحكم الذاتي. نظام الحكم فيها أشبه بنظام الحكم في جزيرة مان، حماية الجزيرة يقع على عاتق القوات البريطانية. يبلغ عدد سكانها حوالي 65 ألف نسمة وعاصمتها سانت بيتر بورت، تعتبر الجزيرة من المناطق الغنية في العالم حيث يبلغ ناتج الفرد السنوي حوالي 40 ألف دولار حسب (إحصائيات عام 2003)، وبذلك تحتل المركز الخامس عالمياً ويبلغ ناتج الجزيرة السنوي 2,59 مليار دولار. اللغة الرسمية للجزيرة الأنجليزية والفرنسية وهناك لغة جيرنزيس وهي لغة غير رسمية وتعتبر لغة الجزيرة الأصلية والتي أخذت بالاندثار. اقتصاد الجزيرة يقوم على الخدمات المالية حيث أن الجزيرة لها سياسات مختلفة عن المملكة المتحدة في نظام ضريبة الدخل مما يجعل الضريبة قليلة جدا. فأصبحت الجزيرة مكان استقطاب لشركات التأمين والمال والأعمال أيضا، وتعتمد الجزيرة في اقتصادها على الخدمات المالية والسياحة والصناعة والأنشطة الزراعية.

## الدين
تُشكل المسيحية في غيرنزي أكثر الديانات انتشاراً بين السكان، تضم الجزيرة تاريخ عريق من التقاليد المسيحية. وبحسب دراسة قامت بها مركز بيو للأبحاث عام 2010 فإن حوالي 85.2% من سكان جيرزي وغيرنزي مسيحيين. تُعد كنيسة إنجلترا الكنيسة الوطنية في الجزيرة فضلًا عن أنها دين الدولة. كما وجدت الميثودية معقلها التقليدي في المناطق الريفية. هناك أقلية من أتباع الكنيسة الرومانية الكاثوليكية، والكنيسة الكاثوليكية في غيرنزي هي جزء من الكنيسة الكاثوليكية العالمية في ظل القيادة الروحية للبابا في روما. وعلى الرغم من أن جيرنزي ليست جزءًا من المملكة المتحدة، إلا أن الأبرشية الكاثوليكية المحلية تخضع لولاية أسقفية بورتسموث الإنجليزية، وتملك الكنيسة الكاثوليكية شبكة من المشافي والمدارس الكاثوليكية.
أدخل كل من القديس هيلير وبرانوالتور المسيحيَّة إلى الجزيرة وذلك بين الأعوام 535-545، فأضحت البلاد مسيحية. حتى القرن الرابع عشر كان سكّان الجزيرة على المذهب الكاثوليكي، خلال هذا القرن تحول سكان غيرنزي إلى البروتستانتية على مذهب الانجليكانية.

## توأمة
لغيرنزي اتفاقيات توأمة مع:
- بيبراخ آن در ريس

## أعلام
- هيلين كيلباتريك
- ميخائيل وايت
- هيذر واتسون
- ماري باركلي
- مايك أوستين
- غرانت شالمرز
- روجر هارجريفز
- إسحق بروك
- باري غراي
- دينيس برايس